# سازمان دگرباشان جنسی ایرانی
سازمان دگرباشان جنسی ایرانی (همچنین شناخته شده به نام سازمان همجنس‌گرایان ایرانی) سازمانی بود برای دفاع از حقوق افراد همجنس‌گرا، دوجنس‌گرا و دگرجنس گونه (ال‌جی‌بی‌تی) ایرانی، که آنها را دگرباشان جنسی می‌خوانند. این سازمان در سال ۲۰۰۸ برنده جایزه سالانه دفاع از حقوق بشر سازمان بین‌المللی دفاع از حقوق افراد ال‌جی‌بی‌تی (جایزه فلیپا دو سوزا) شد. سازمان در فوریه ۲۰۱۹ منحل شد.

## تاریخچه
آرشام پارسی به همراه تعدادی از همجنسگرایان ایرانی در سال ۱۳۸۰ (۲۰۰۱ میلادی) یک گروه اینترنتی به نام رنگین کمان ایجاد کردند و در سال ۱۳۸۳ سازمان همجنسگرایان ایرانی (Persian Gay and Lesbian Organization) را در نروژ ثبت کرده و در همیاری با تعدادی از دگرباشان ایران مشغول به کار شدند. سازمان همجنسگرایان ایرانی در سال ۲۰۰۷ در کانادا به‌طور رسمی از سوی ساقی قهرمان، نیاز سلیمی، روشن برهان، آرشام پارسی و سام کوشا به ثبت رسید و مشغول به کار شد.

## نشریه چراغ
ارگان رسمی سازمان نشریه چراغ بود که به فارسی و به سردبیری ساقی قهرمان و مدیریت مسئولی آرشام پارسی منتشر می‌شد.